# Protocole judiciaire franco-algérien du 28 août 1962
Le protocole judiciaire franco-algérien du 28 août 1962 est un accord international par lequel, à l'issue de l'indépendance de l'Algérie, les relations judiciaires entre ce pays et la France sont fixées. 
Le texte est signé alors que l'Algérie vit une sévère crise politique et sociale. En France, le texte est promulgué dès le lendemain au Journal Officiel.
Ce protocole est toujours en application à l'heure actuelle.